# Rappottenstein
 (décembre 2023).
Si vous disposez d'ouvrages ou d'articles de référence ou si vous connaissez des sites web de qualité traitant du thème abordé ici, merci de compléter l'article en donnant les références utiles à sa vérifiabilité et en les liant à la section « Notes et références ».
Rappottenstein est une commune autrichienne du district de Zwettl en Basse-Autriche. Le village est célèbre pour son château médiéval, l'un des mieux conservés en Autriche.
Le château de Rappottenstein appartient à la famille des comtes Abensberg und Traun depuis 1664.

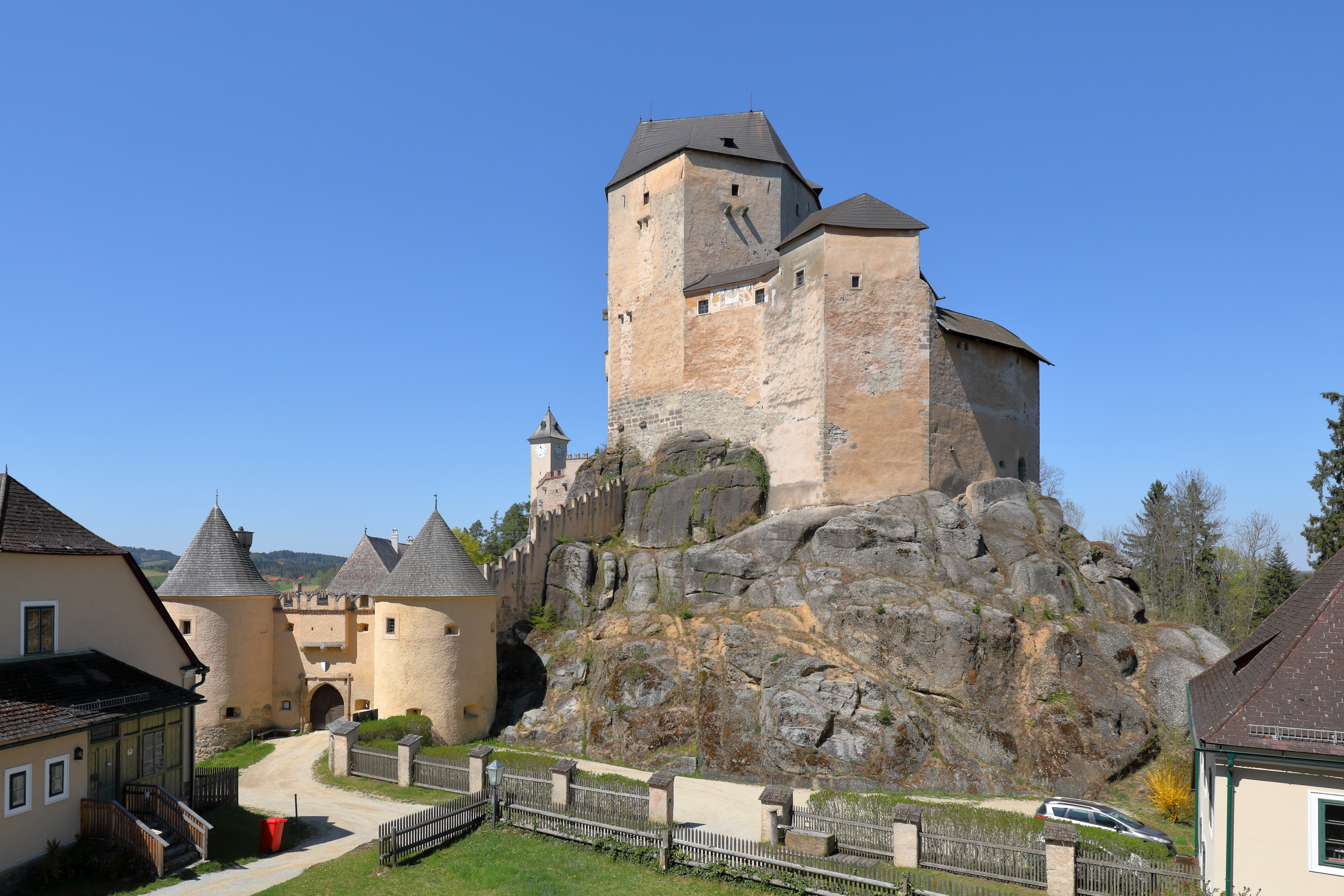
Burg Rappottenstein

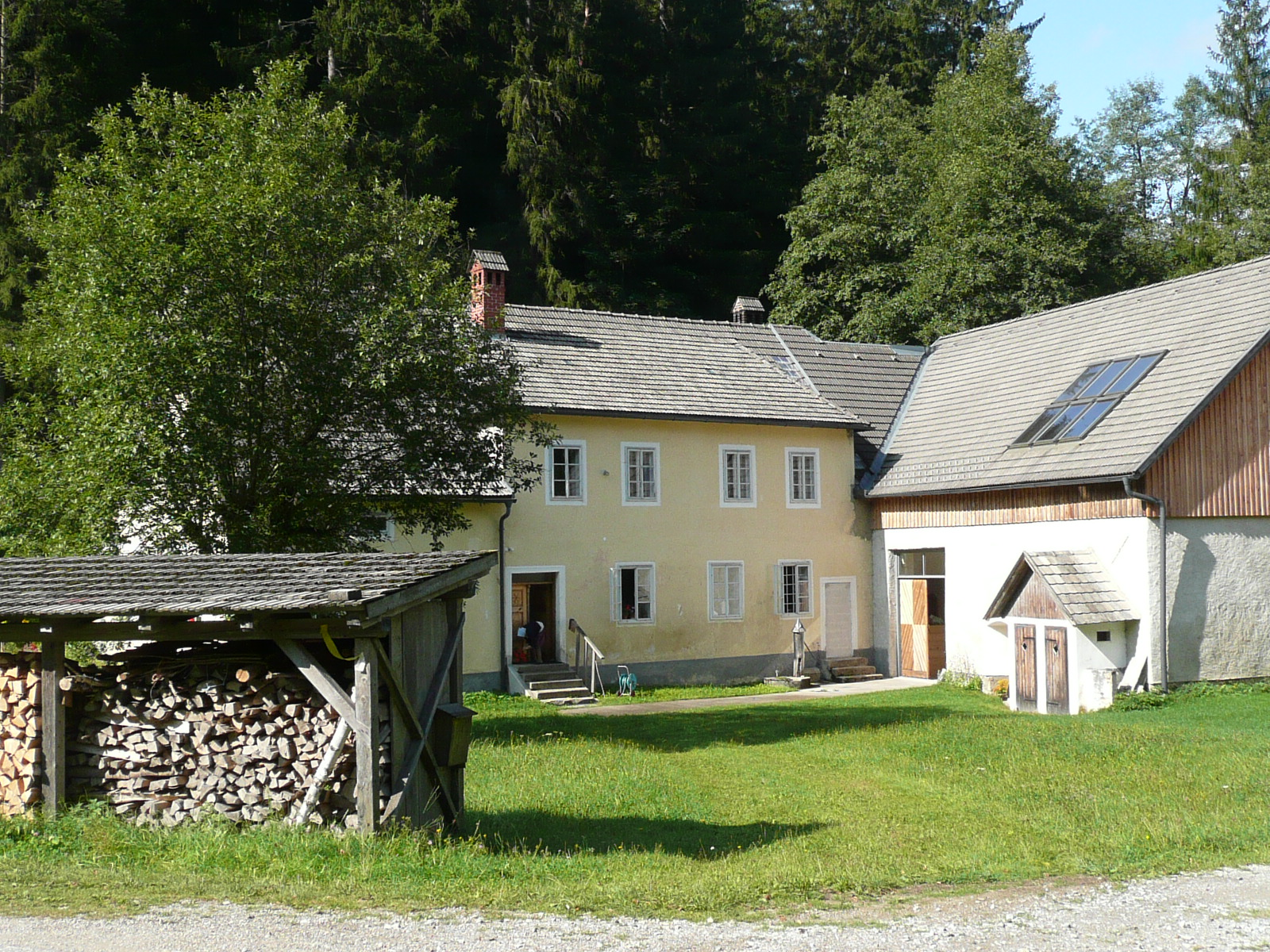
Belle ferme sur le chemin du château en 2008